# Агностицизм
Агностици́зм (от др.-греч. ἄγνωστος «непознаваемый») — философская концепция, согласно которой мир непознаваем и люди не могут знать ничего достоверного о действительной сущности вещей. Позиция религиозного агностицизма заключается в том, что люди не могут знать ничего достоверного о Боге (или богах). Для агностиков существование Бога, божественного или сверхъестественного неизвестно или непостижимо.
Сторонники агностицизма в широком смысле считают принципиально невозможным познание объективной действительности через субъективный опыт и невозможным познание любых предельных и абсолютных основ реальности. Отрицается также возможность доказательства или опровержения идей и утверждений, основанных полностью на субъективных посылах. Этот термин используется в философии, теории познания и теологии.
Кроме философского агностицизма, существует агностицизм теологический и научный. В теологии агностики отделяют культурно-этическую составляющую веры и религии, считая её некой светской школой морального поведения в обществе, от мистической (вопросы существования богов, бесов, загробной жизни, религиозных ритуалов) и не придают последней существенного значения. Научный агностицизм существует как принцип в теории познания, предполагающий, что поскольку полученный в процессе познания опыт неизбежно искажается сознанием субъекта, то субъект принципиально не способен постичь точную и полную картину мира, то есть, хотя познание возможно, но оно всегда остаётся неточным.

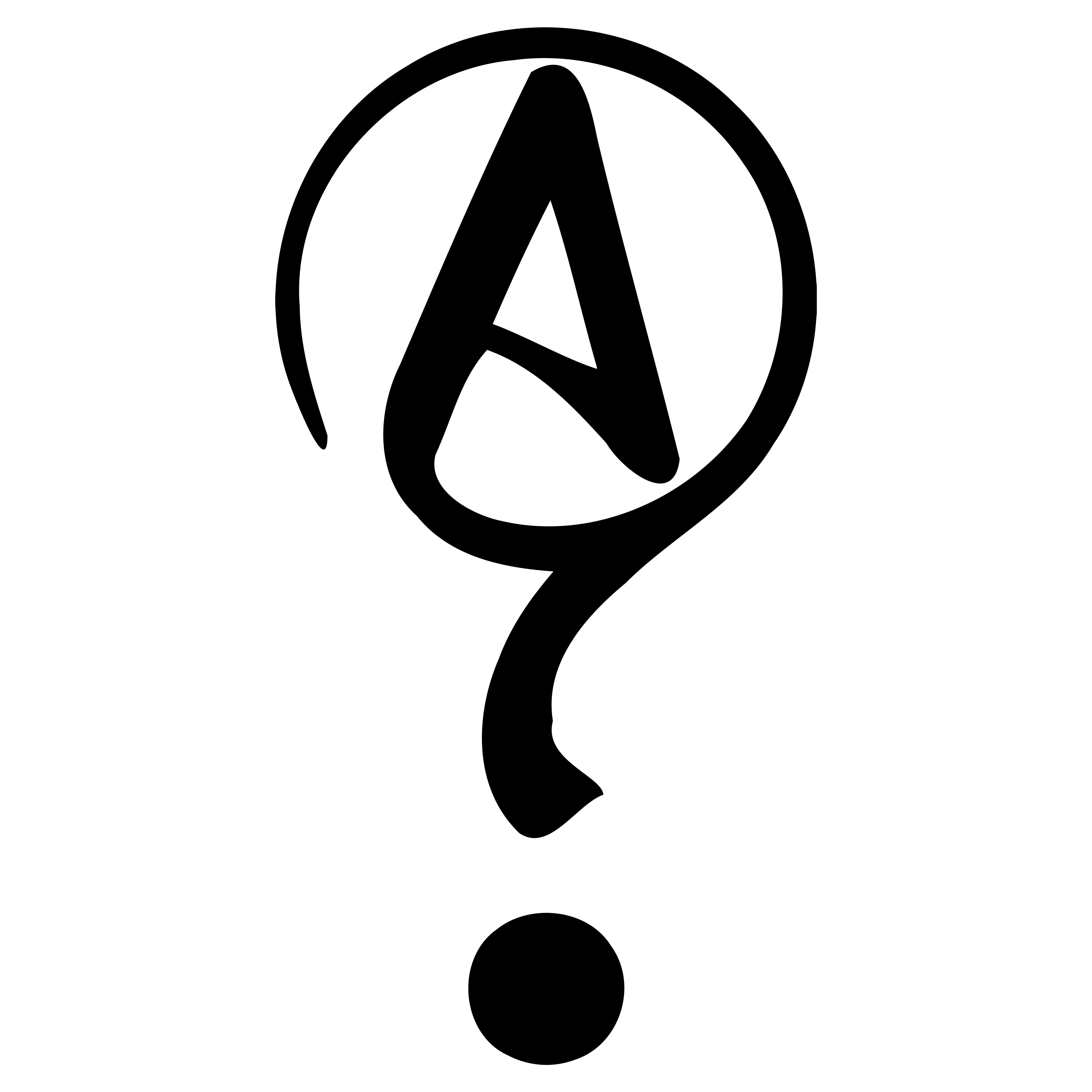
Один из неофициальных символов агностицизма

Агностицизм не имеет официального символа, поскольку не существует организации агностиков, которая такой символ утвердила бы. Порой для обозначения агностицизма используют символ атеизма, хотя это разные понятия. Можно найти любительские символы агностицизма, но они неофициальны.

## Этимология

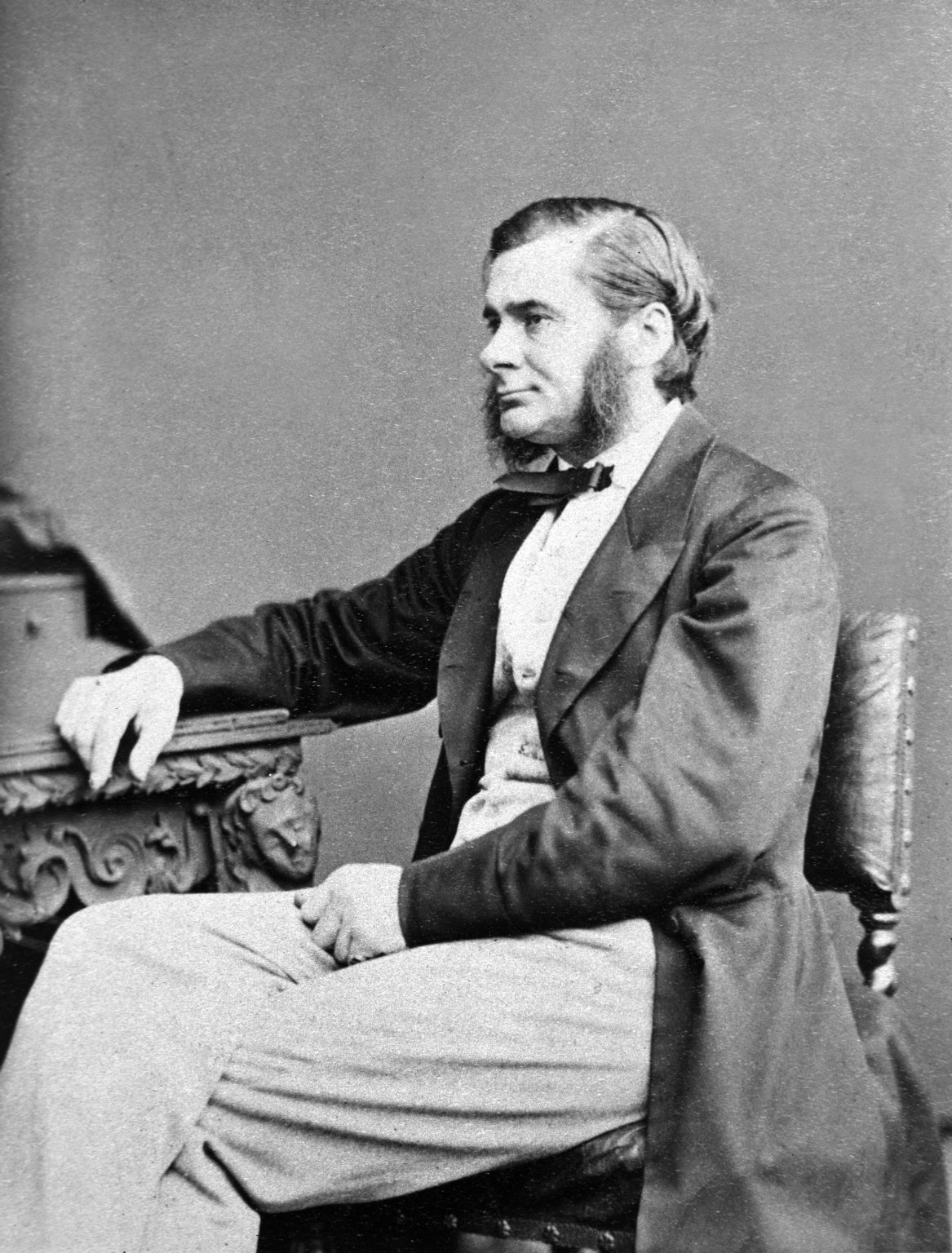
Томас Генри Гексли

Слово агностицизм означает «непознаваемый» и состоит из древнегреческого ἀ- (а-), что означает «без», и γνῶσις (гно́зис), что означает «знание». В общеупотребительном смысле (особенно в англоязычной литературе) агностицизм нередко смешивают с атеизмом, со скептицизмом в отношении религии вообще. Термин был введён в употребление английским зоологом, профессором Томасом Генри Гексли в 1869 году, когда «Метафизическое общество» предложило Гексли стать участником своих заседаний. «Когда я достиг интеллектуальной зрелости, — пишет Гексли, — и начал задаваться вопросом, кто же я — атеист, теист или пантеист, материалист или идеалист, христианин или свободно мыслящий человек — я пришёл к выводу, что мне не подходит ни одно из этих наименований, кроме последнего». По его определению, агно́стик — это человек, который не отрицает существование богов, но и не принимает сторону какой-либо религии или веры. Также агностик — это человек, который не отрицает существование богов, но и не утверждает его, поскольку убеждён в том, что первичное начало вещей неизвестно, так как не может быть познано — либо на данный момент развития человечества, либо вообще. Термин применяется к учению Герберта Спенсера, Уильяма Гамильтона, Джорджа Беркли, Дэвида Юма и др.
Свой вариант происхождения этого термина приводит П. А. Кропоткин: «Слово „агностики“ впервые было введено в употребление небольшой группой неверующих писателей, собиравшихся у издателя журнала „Девятнадцатый век“ („Nineteenth Century“) Джеймса Ноульса, которые предпочли название „агностиков“, то есть отрицающих гнозу, названию атеистов».
В раннехристианской традиции греческое слово гнозис («знание») использовалось для описания «духовного», мистического знания. Агностицизм не следует понимать как религиозные взгляды, противопоставленные конкретно религиозному движению гностицизма; Гексли использовал этот термин в более широком, более абстрактном смысле. Гексли определил агностицизм не как кредо, а скорее как метод скептического исследования, основанного на фактах.
В последние годы в англоязычной научной литературе, посвящённой нейробиологии и психологии, это слово использовалось для обозначения «непостижимого». В англоязычной технической и маркетинговой литературе «агностицизм» также может означать независимость от некоторых параметров, например, «платформно агностический» (платформно независимый) или «аппаратно агностический».

## История
Агностицизм можно обнаружить уже в античной философии, в частности, у софиста Протагора, утверждавшего невозможность проверить реальность существования богов, а также в античном скептицизме. Древнеиндийский философ Санджая Белаттхапутта (англ. Sanjaya Belatthaputta), живший, как и Протагор, в V веке до нашей эры, высказывал агностическую точку зрения на существование какой-либо жизни после смерти. В «Ригведе» есть гимн Насадья Сукта с агностической точкой зрения по вопросу о происхождении мира.

## Отношение к религиям
Агностик считает невозможным познание истины в вопросах существования богов, вечной жизни, сверхъестественных существ, понятий и явлений, но не исключает принципиально возможности существования божественных сущностей, как и возможности их отсутствия. Отвергается лишь возможность доказательства истинности или ложности таких утверждений рациональным путём. Поэтому агностик может верить в Бога, но не может быть приверженцем догматических религий (как христианство, иудаизм, ислам), поскольку догматизм этих религий противоречит убеждению агностика о непознаваемости мира — агностик, если и верит в Бога, то лишь в рамках допущения возможности его существования, зная, что может ошибаться, так как считает приводимые аргументы в пользу существования или несуществования Бога неубедительными и недостаточными, чтобы прийти на их основании к однозначному выводу.
В то же время некоторые религии изначально не имеют учения о персонифицированном боге (буддизм и даосизм), что устраняет основной конфликт религии и агностицизма.
Ещё есть игностики — они не могут сказать, атеисты они или теисты, пока спрашивающий не даст определение «бога/богов» и уже в зависимости от этого определения решают, верят в такого бога или нет.

## Агностицизм в истории философии
В философии агностицизмом называют не самостоятельную концепцию, а общую скептическую позицию в познании: как сомнение в адекватности доступных человеку методов, так и гносеологический пессимизм относительно объективной реальности вообще. В различной форме такие взгляды формулировались в самых разных философских школах. Например, субъективный идеализм Канта считает познание объективных сущностей принципиально невозможным для субъективного разума, а позитивизм утверждает бессмысленность постановки вопросов, выходящих за пределы доступного эмпирической проверке.
Впервые агностическую тенденцию озвучивали уже греческие софисты: Протагор учил, что «всё таково, каким оно кажется нам» (в духе гносеологического релятивизма), а Горгий сформулировал своего рода манифест агностицизма: «Ничего не существует; но даже если нечто существует, то оно непознаваемо; но даже если и познаваемо, то необъяснимо для другого».
Философы-эмпирики обращали внимание, что приобретаемый опыт знакомит нас только с ощущениями, а не с самими вещами. Поэтому Д. Юм сделал вывод, что мы не можем знать не только того, насколько субъективное восприятие соответствует объективной реальности, но даже и того, существует ли она вообще вне наших ощущений. И. Кант в своей Критической философии постулировал существование объективных «вещей в себе» (сущностей, ноуменов), воздействующих на субъективное чувственное восприятие, критически изучал различие рационального и чувственного познания, сделал вывод о принципиальной ограниченности познания устройством познавательных возможностей самого субъекта: мы можем познать не реальный объект, а лишь то, как он предстаёт в человеческом опыте — явление («вещь для нас», феномен).
Агностицизм игнорирует базовый для философии императив поиска универсального объективного основания, поэтому подвергается постоянной критике как с позиций религиозной философии, так и с позиций материализма, которые видят такое основание в Боге и в материи соответственно. Так, Лев Толстой писал: «Я говорю, что агностицизм, хотя и хочет быть чем-то особенным от атеизма, выставляя вперёд мнимую невозможность знать, но в сущности то же, что атеизм, потому что корень всего есть непризнание Бога». А В. И. Ленин, рассуждая о противоположности материализма и идеализма, напротив, упрекал агностицизм в интеллектуальной нерешительности и реакционности: «Агностицизм есть колебание между материализмом и идеализмом, то есть на практике колебание между материалистической наукой и поповщиной. К агностикам принадлежат сторонники Канта (кантианцы), Юма (позитивисты, реалисты и пр.) и современные „махисты“». В диалектическом материализме гносеологическим основанием агностицизма называлась абсолютизация относительности, а его исторической предпосылкой — конфликт религиозного и научного мировоззрения, желание избежать этой альтернативы либо попытка их синтеза.